# 威爾·凡納伯
威廉·迪昂·凡納伯（英語：William Dion Venable，1982年10月29日—）是美国前职棒球员，現任大联盟芝加哥白襪總教練、大联盟德州游骑兵队前副總教練。球員時期職司外野，曾效力於大联盟圣地亚哥教士队、德州游骑兵队和洛杉矶道奇队。他是前大联盟球员马克斯·凡納伯的儿子，也是前国家橄榄球联盟球员温斯顿·凡納伯的哥哥。
维纳布尔曾效力于普林斯顿大学篮球队，他是该校第二位获得常春藤联盟第一阵容荣誉的雙棲运动员。在2005年美國職棒大聯盟選秀中，教士队在第7轮选中了维纳布尔；他于2008年登上大联盟。第二个赛季之后，他主要担任右外野手。具有相當的跑素，三壘安打、盜壘等項目經常在國家聯盟名列前矛。此外他是大联盟历史上安打数和本垒打数最多的普林斯顿大学校友。

## 退役
2022年11月16日，德州遊騎兵隊宣布聘用凡納伯為教練團成員，他的職位是副總教練。
2024年11月1日，芝加哥白襪隊宣布聘用凡納伯為總教練。

## 外部連結
- 球員資訊和成績在MLB ，ESPN ，Retrosheet ，Baseball Reference ，Baseball Reference (Minors) ，Fangraphs ，The Baseball Cube （英文）